# 裸皮擬可可鮋
裸皮擬可可鮋，為輻鰭魚綱鮋形目鮋亞目真裸皮鮋科的其中一種，為亞熱帶海水魚，分布於東南大西洋南非海域，棲息深度9-108公尺，體長可達4公分，棲息在底層水域，生活習性不明，具有毒性。